# Acanthocreagris mahnerti
Acanthocreagris mahnerti es una especie de arácnido del orden Pseudoscorpionida de la familia Neobisiidae.

## Distribución geográfica
Se encuentra en Rumania.